# Centaurea gerberi
Centaurea gerberi là một loài thực vật có hoa trong họ Cúc. Loài này được Steven mô tả khoa học đầu tiên năm 1856.